# 埃德蒙·舒尔特黑斯
埃德蒙·舒尔特黑斯（德語：Edmund Schulthess，1868年3月2日—1944年4月22日），是瑞士联邦的自由民主党政治家、经济学家。舒尔特黑斯在1912年至1935年期间被选为瑞士联邦委员会委员，他任内曾于1917年、1921年、1928年以及1933年四度担任联邦总统。